# Zebrzydowice Przystanek
Zebrzydowice Przystanek – zlikwidowany przystanek kolejowy w Zebrzydowicach, w województwie śląskim, w Polsce.

## Historia
W okresie powojennym zgłaszano postulat budowy przystanku przeznaczonego dla mieszkańców Marklowic Górnych. Jednak prace ziemne zostały zainicjowane w maju 1986 roku. Przystanek został otwarty w styczniu 1987 roku. Budowa obiektu została zrealizowana z inicjatywy radnych Gminnej Rady Narodowej w Zebrzydowicach. W ramach przystanku istniał jednokrawędziowy peron z blaszaną wiatę przystankową. Stanowił najkrócej działający przystanek kolejowy na Śląsku Cieszyńskim. Od czerwca 1997 roku na linii kursowała zastępcza komunikacja autobusowa. W 1999 roku zawieszono przewozy towarowe na linii. Wówczas także została zlikwidowana komunikacja autobusowa. W późniejszym okresie elementy obiektu rozebrano. W roku 2018 przez teren dawnego przystanku poprowadzono Żelazny Szlak Rowerowy. W maju 2020 roku z inicjatywy portalu Koleje Śląska Cieszyńskiego w miejscu dawnego peronu została umieszczona tablica pamiątkowa poświęcona przystankowi.